# Paiement cash
Pour plus de détails, voir Fiche technique et Distribution.
Paiement cash (52 Pick-Up) est un thriller américain réalisé par John Frankenheimer et sorti en 1986. Il s'agit d'une adaptation du roman du même nom d'Elmore Leonard, déjà adapté deux ans plus tôt avec L'Ambassadeur : Chantage en Israël de J. Lee Thompson. Cette adaptation se veut plus fidèle à l’œuvre originale.

## Synopsis
Harry Mitchell, industriel de Los Angeles, a une vie bien réussie (une belle voiture, une grande maison et une femme aimante). Sa femme Barbara nourrit également des ambitions politiques, notamment celle d'intégrer le conseil municipal de la ville. Mais tout chavire quand trois hommes viennent le trouver avec une vidéocassette de lui en plein ébat avec sa jeune maitresse, Cini. Ils exigent de lui une rançon de 100 000 dollars par an. Pour protéger les ambitions politiques de sa femme, Harry ne va pas trouver la police mais veut régler l'affaire lui-même. De plus, décidé à ne pas céder au chantage, il essaie de monter les trois maitres-chanteurs les uns contre les autres. Mais le chef de ce petit groupe, légèrement sociopathe, répond avec une grande violence à cette tentative.

## Fiche technique
Sauf indication contraire, les informations mentionnées dans cette section peuvent être confirmées par la base de données cinématographiques IMDb,  présente dans la section « Liens externes ».
- Titre français : Paiement cash
- Titre original : 52 Pick-Up
- Réalisation : John Frankenheimer
- Scénario : John Steppling, Elmore Leonard, d'après le roman Fifty-Two Pickup d'Elmore Leonard
- Musique : Gary Chang
- Photographie : Jost Vacano, Stephen Ramsey (non crédité)
- Montage : Robert F. Shugrue
- Direction artistique : Philip Harrison
- Chef décorateur : Russell Christian, Max Whitehouse
- Costumes : Ray Summers
- Production : Henry T. Weinstein, Yoram Globus, Menahem Golan
- Société de production : Cannon Films
- Distribution : Cannon Films (États-Unis)
- Pays de production :  États-Unis
- Langue originale : anglais
- Genre : thriller
- Durée : 110 minutes
- Dates de sortie : 
  - États-Unis : 7 novembre 1986
  - France : 14 janvier 1987

## Distribution
- Roy Scheider (VF : Jacques Thébault) : Harry Mitchell
- Ann-Margret (VF : Perrette Pradier) : Barbara Mitchell
- Vanity (VF : Maïk Darah) : Doreen
- John Glover (VF : Dominique Collignon-Maurin) : Alan Raimy
- Clarence Williams III (VF : Yves Barsacq) : Bobby Shy
- Kelly Preston (VF : Laurence Crouzet) : Cini
- Robert Trebor (VF : Jean-Pierre Leroux) : Leo Franks
- Doug McClure : Mark Arveson
- Herschel Savage : un invité à la fête (crédité en tant que Harvey Cowen)
- Ron Jeremy : un invité à la fête (crédité en tant que Ron Jeremy Hyatt)
- Sharon Mitchell : un invité à la fête
- Frank Sivero : un vendeur
- Blackie Dammett (VF : Claude Rollet) : le dealer
- Lonny Chapman (VF : William Sabatier) : Jim O'Boyle

## Production
Le scénario est inspiré du roman Fifty-Two Pickup d'Elmore Leonard publié en 1974. L'action est cependant « relocalisée » à Los Angeles alors qu'il s'agit de Détroit dans le roman. En 1975, le producteur Menahem Golan savait déjà tenté d'adapter le roman en Israël, avec notamment Joe Don Baker, Trish Van Devere et George Hamilton. Avec Yoram Globus, Menahem Golan produit finalement L'Ambassadeur : Chantage en Israël de J. Lee Thompson, dont l'intrigue se déroule en Israël. Très séduit par le roman, le réalisateur John Frankenheimer souhaite en acquérir les droits. Quand il découvre qu'ils sont détenus par la Cannon, il contacte Yoram Globus et Menahem Golan.
Plusieurs acteurs et actrices de films pornographiques apparaissent dans le film : Randy West, Tom Byron, Amber Lynn, Sharon Mitchell, Ron Jeremy, Herschel Savage, Erica Boyer, Barbara Dare, Cara Lott et Jamie Gillis.
Le tournage a lieu d'avril à juin 1986. Il se déroule à Los Angeles (Dodger Stadium, Terminal Island, ...) et ses environs (monts San Gabriel). Il avait été un temps envisagé de tourné à Pittsburgh, mais l'idée est trop onéreuse par rapport à Los Angeles.

## Distinction
Lors des Saturn Awards 1987, Vanity est nommé au prix de la meilleure actrice dans un second rôle.